# Personnages de Teen Wolf
 (novembre 2017).
Cet article présente les personnages de la série télévisée américaine Teen Wolf.

## Principaux
Légende :
  = Principaux      = Récurrents
 = Invités
| Acteurs           | Personnages            | Espèces                       | Nombre d'épisodes | Nombre d'épisodes | Nombre d'épisodes | Nombre d'épisodes | Nombre d'épisodes | Nombre d'épisodes | Film | Total | Statut               |  |
| Acteurs           | Personnages            | Espèces                       | 1                 | 2                 | 3                 | 4                 | 5                 | 6                 | Film | Total | Statut               |  |
| ----------------- | ---------------------- | ----------------------------- | ----------------- | ----------------- | ----------------- | ----------------- | ----------------- | ----------------- | ---- | ----- | -------------------- |  |
| Tyler Posey       | Scott McCall           | Loup-garou                    | 12                | 12                | 24                | 12                | 20                | 20                | Oui  | 100   | Vivant               |  |
| Holland Roden     | Lydia Martin           | Banshee                       | 12                | 10                | 20                | 12                | 20                | 20                | Oui  | 94    | Vivante              |  |
| Dylan O'Brien     | Stiles Stilinski       | Humain / Ancien Nogitsune     | 12                | 12                | 24                | 12                | 20                | 5                 | Non  | 85    | Vivant               |  |
| Linden Ashby      | Sheriff Noah Stilinski | Humain                        | 10                | 11                | 21                | 10                | 16                | 16                | Oui  | 84    | Vivant               |  |
| J. R. Bourne      | Chris Argent           | Humain                        | 11                | 10                | 19                | 7                 | 7                 | 11                | Oui  | 65    | Vivant               |  |
| Melissa Ponzio    | Melissa McCall         | Humaine                       | 8                 | 9                 | 17                | 6                 | 11                | 12                | Oui  | 63    | Vivante              |  |
| Tyler Hoechlin    | Derek Hale             | Loup-garou                    | 11                | 10                | 23                | 11                |                   | 3                 | Oui  | 58    | Décédé               |  |
| Shelley Hennig    | Malia Tate             | Coyote-garou                  |                   |                   | 3                 | 12                | 20                | 20                | Oui  | 55    | Vivante              |  |
| Crystal Reed      | Allison Argent         | Humaine                       | 12                | 12                | 23                |                   | 1                 |                   | Oui  | 48    | Décédée puis vivante |  |
| Dylan Sprayberry  | Liam Dunbar            | Loup-garou                    |                   |                   |                   | 9                 | 18                | 20                | Oui  | 47    | Vivant               |  |
| Arden Cho         | Kira Yukimura          | Kitsune                       |                   |                   | 12                | 11                | 15                |                   | Non  | 38    | Vivante              |  |
| Colton Haynes     | Jackson Whittemore     | Hybride (Loup-garou / Kanima) | 12                | 12                |                   |                   |                   | 2                 | Oui  | 26    | Vivant               |  |
| Total par saisons | Total par saisons      | Total par saisons             | 12                | 12                | 24                | 12                | 20                | 20                |      | 100   |                      |  |

## Scott McCall

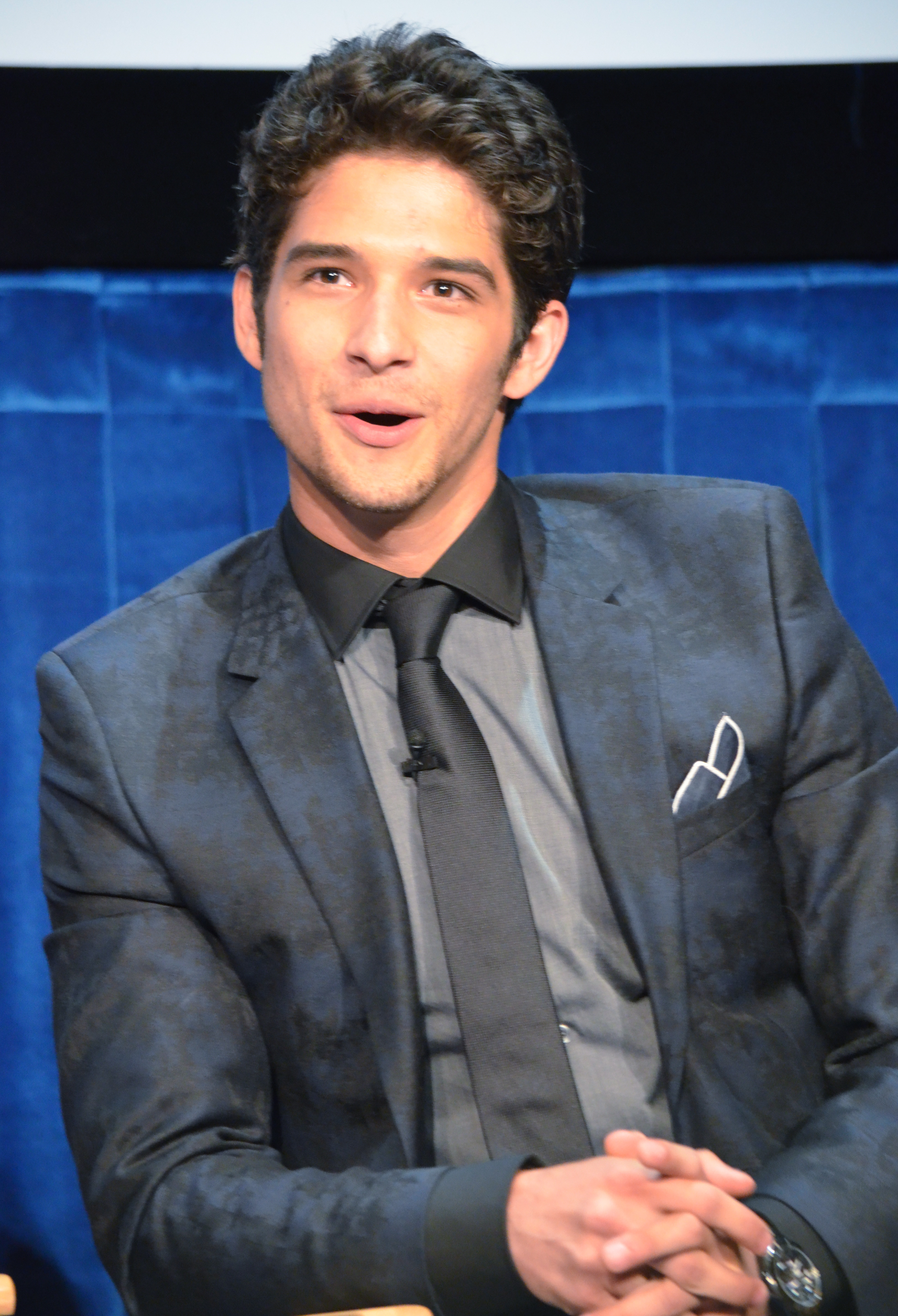
Tyler Posey, interprète de Scott McCall.

Scott Gregorio McCall est interprété par Tyler Posey et sa voix est doublée en français par Alexandre Nguyen.
Au début de la première saison, nous apprenons que Scott vit seul avec sa mère depuis le divorce de ses parents. C'est un étudiant qui n'est pas populaire à son lycée "Beacon Hills" et il est également l’assistant vétérinaire du Dr Deaton. Son meilleur ami s'appelle Stiles Stilinski, c'est le fils du shérif. Une nuit de pleine lune, alors que Scott et Stiles sont à la recherche d’une moitié de cadavre dans les bois, Scott se fait pourchasser puis est mordu par un animal ou plutôt un loup-garou qui n’est autre que Peter Hale (l’oncle de Derek). Le lendemain, il montre sa morsure à Stiles. Les jeunes adolescents sont surpris, surtout Scott, quand ils ne voient plus rien, ils découvrent que Scott a acquis diverses facultés que son meilleur ami associe très vite à de la lycanthropie. Scott est membre de l’équipe de crosse de son lycée et il profite de ses nouvelles facultés pour remporter les matchs, ce qui ne plaît guère au capitaine de l’équipe, Jackson Whittemore qui lui causera des ennuis. Scott tombe sous le charme d’Allison Argent, une nouvelle au lycée. Malheureusement il découvre que le père de celle-ci, Chris (Christopher) Argent, n’est autre que le chef des chasseurs de loups-garous. Il fait la rencontre d'un autre loup-garou nommé Derek Hale qui est à la recherche de l’« Alpha », auteur des nombreux meurtres survenus dans la ville ces derniers temps.
Lors de la deuxième saison, Scott a accepté son sort de loup-garou et tout ce que cela implique. Il vit le parfait amour avec Allison qui sait réellement qui il est. Chris Argent les surprend ensemble et menace alors Scott de le tuer s’il fréquente encore sa fille. Scott et Allison débutent alors une relation secrète.
Scott découvre grâce à Derek qu’un nouveau chasseur est arrivé en ville et qu’il s’agit du grand-père d’Allison : Gerard Argent. Derek propose alors à Scott de rejoindre sa meute afin d’augmenter leur pouvoir, mais celui-ci refuse.
Une nuit de pleine lune, Scott cherche un endroit où s’enfermer et trouve la maison des Lahey vide. Allison enferme Scott pour la pleine lune, mais elle se fait attaquer par une créature aux griffes de lézard. Scott lui vient en aide, réussissant à se contrôler et fait fuir la créature. Scott et ses amis, aidés par Derek et sa meute, découvrent que la créature est en fait Jackson Whittemore. Scott ne veut pas le tuer mais l’aider, et suivant cet accord, il rejoint temporairement la meute de Derek. Le kanima faisant encore des victimes, Scott et Stiles décident de piéger la créature, mais celle-ci parvient à s’enfuir. Durant l’opération, Victoria Argent a surpris sa fille et Scott en train de s’embrasser. Elle décide de tuer Scott avec de la vapeur d’aconit. Asphyxié, Scott appelle sa meute ; Derek vient le sauver en mordant Victoria.
Scott et Stiles découvrent que le maître du kanima est Matt Daehler, un étudiant photographe qui est amoureux d'Allison .Un jour Allison découvre qu'il a pris des photos d'elle en regardant dans son appareil photos. Scott et Stiles se dirigent au commissariat, mais Matt les rejoint avec le kanima. Melissa McCall, également au commissariat, découvre l’autre visage de son fils, son visage de loup-garou. Matt s’échappe, mais Gerard le tue pour devenir le maître du kanima.
Scott, aidé du Dr Deaton, élabore un plan contre Gerard. Il change les pilules que prend le maître du kanima contre de la poudre de sorbier, qui annule la transformation en loup-garou que voulait Gerard. À la fin de la saison, Scott n’est plus en couple avec Allison, mais ils veulent rester amis.
Durant la première partie de la troisième saison, Scott essaie de vivre une vie presque normale mais doit affronter la meute d’« Alphas » venue en ville. Leur chef, Deucalion, semble désirer que Derek les rejoigne, mais demande pour cela qu'il élimine d'abord sa meute. Finalement, on découvre que ce qu'il veut vraiment est que Scott les rejoigne car il a une chance de devenir un vrai Alpha mais, comme Derek, l’adolescent refuse. Parallèlement, une série de meurtres ont lieu, qui s'avèrent être des sacrifices humains opérés par un druide noir, un « Darach », qui doit sacrifier cinq groupes de trois personnes pour obtenir de puissants pouvoirs.
De son côté Scott est la cible de plusieurs plans de Deucalion afin de le faire changer d’avis, ce qu’il va faire pendant un temps lorsque sa mère et le père de Stiles sont capturés par le Darach. Toutefois, cela ne suffira pas, et pour les retrouver, ainsi que le père d'Allison, troisième membre de ce dernier trio de sacrifice, Scott, Stiles et Allison doivent se plonger dans un état de mort pendant quelques instants, et localisent ainsi le Nemeton, un ancien lieu de culte celte, lieu où sont retenus leurs trois parents. Deaton, qui les guide durant le processus, les préviens toutefois que cela a réactivé le pouvoir du Nemeton, et que Beacon Hills va devenir une sorte de balise pour toutes les créatures surnaturelles. Lors du dernier épisode de la première partie de la troisième saison, Scott se liguera avec Deucalion pour affronter le Darach, qui de son côté aura réussi à se rallier Derek. Finalement, le Darach sera vaincu, et vers la fin du combat Scott deviendra un vrai Alpha.
Durant la seconde partie de la saison, il doit à la fois faire face aux conséquences du réveil du Nemeton et apprendre à gérer son nouveau statut d’Alpha, tandis que les Jumeaux, deux membres de la meute d’Alphas ayant perdu leurs pouvoirs, tentent de rejoindre sa meute. Il affronte d'abord de nouveaux ennemis, les Onis, avant de découvrir que ceux-ci recherchent un ennemi plus puissant, le Nogistune. Le Nogitsune prend possession de l’esprit et du corps de Stiles, et deviendra l’ennemi principal au cours de cette saison.
Après avoir réussi à dissocier le Nokitsune et Stiles, Scott verra le retour des Onis en tant qu’ennemis, quand le Nogitsune en prendra le contrôle. Allison finira par trouver comment vaincre le Oni, mais le payera de sa vie, elle meurt dans les bras de Scott en lui disant qu’il est son premier amour et qu’elle l’a toujours aimé tandis que le Nogitsune finira par être vaincu et enfermé dans une boîte faite avec l’écorce du Nemeton.
Lors de la quatrième saison, Scott doit faire face à deux ennemis. D'un côté, Kate Argent, qui en fait n'a pas été tuée par Peter, mais transformée, involontairement, en jaguar-garou, et de l’autre, le Bienfaiteur, un mystérieux personnage qui, après avoir dérobé l’argent de la famille Hale, l’utilise pour propager une liste noire reprenant toutes les créatures surnaturelles de Beacon Hills, chacune assortie d'une importante somme d'argent pour celui qui l’éliminera. Il commence à sortir avec Kira durant cette période. Dès le début de la saison, il va également transformer son premier Bêta, Liam et va devoir apprendre à faire face à cette nouvelle responsabilité, en encadrant et en formant celui-ci. Après avoir affronté plusieurs tueurs ou groupes de tueurs à gage, et s'être allié à une autre meute de loups-garous en partie décimés, Scott et ses amis parviendront à identifier le Bienfaiteur et à détruire l’ordinateur qui gérait la liste noire avant qu’aucun des amis de Scott n'ait été tué. Il leur faudra ensuite affronter pour de bon Kate et ses acolytes, les berserkers, ainsi que Peter, qui secrètement a fait alliance avec Kate. Lors du dernier épisode, Kate sera mise en fuite, ses acolytes éliminés, et sera traquée par Chris Argent et une autre famille de chasseurs, les Calaveras. Peter, lui, affrontera Scott en combat singulier et, après avoir été dépassé au début du combat, Scott trouvera sa force de véritable Alpha et triomphera facilement de Peter, qui finira enfermé dans une aile spéciale d’Eichen House, l'hôpital psychiatrique locale, spécialement conçue pour emprisonner les êtres surnaturels.
Lors de la cinquième saison, Scott doit faire face à Théo qui est un ancien camarade de classe revenu en ville pour intégrer la meute et aussi aux Médecins de l’horreur. En réalité on découvre que Théo veut juste tuer Scott et devenir l’Alpha. L’amitié entre Scott et Stiles se détériore au cours de la première partie de la cinquième saison à cause d’un malentendu sur la mort de Donovan ; Scott pense, à cause de Théo, que Stiles a voulu tuer Donovan alors qu’en réalité ce n’était que de l’auto-défense. La meute s’éloigne petit à petit tandis que Liam veut tuer Scott car il n’a pas sauvé Hayden qui était la petite amie de Liam. Dans la deuxième partie de la cinquième saison, Scott voudra récupérer sa meute et essayera de se faire pardonner auprès de Stiles. La meute se reformera peu de temps après et élaborera un plan pour sauver Lydia qui est enfermée à Eichen House. La meute devra aussi faire face à La Bête qui avait fait plusieurs morts à l’époque de Louis XV en France. À la fin de la saison, il sera sauvé indirectement par Allison lorsque la Bête confond Allison avec sa sœur Marie-Jeanne Valet (ancêtre d’Allison) en la voyait dans les souvenirs de Scott ce qui lui donne la chance de s'échapper. En parallèle, il se sépare en quelque sorte de Kira car cette dernière part avec les Skinwalkers, pour contrôler son côté renard.
Lors de la sixième saison, plusieurs mois se sont écoulés sans que rien de surnaturel ne se soit produit dans la ville, Scott dit à Stiles que la ville n’a peut-être plus besoin d’eux. C’est sans compter sur une nouvelle menace, les Cavaliers Fantômes qui débarque à Beacon Hills et enlèvent Stiles qui est donc effacé de la réalité et tout le monde l’oublie. Scott ainsi que Lydia et Malia réalisent peu à peu que quelqu’un leur a été enlevé. Lorsque le shérif se souvient de Stiles, la meute réalise qu'ils doivent se souvenir de lui afin de créer une faille pour le sauver. Scott, enfermé dans un sarcophage à température très bas aura des visions de son amitié avec Stiles en particulier quand ce dernier lui dit qu’il est comme son frère et se souvient donc à nouveau de lui. Après que Stiles soit sauvé (grâce aux souvenirs de la meute), lui et sa meute parviennent à éliminer le loup-garou nazi et à faire en sorte que Beacon Hills ne soit pas une ville fantôme en déjouant les plans des Cavaliers Fantômes. On apprend que Scott va intégrer l’université UC Davis. Dans la deuxième partie de la sixième saison, il se rapproche de Malia et éprouve des sentiments pour elle. Plus tard, ils vont sortir ensemble.
Dans le film, il est révélé qu'au cours des 13 années écoulées depuis la fin de la série, Scott et Deaton ont déménagé à Los Angeles, Scott gérant un refuge pour animaux lié au cabinet vétérinaire de Deaton. Il ne voit plus Malia, et il utilise ses pouvoirs moins fréquemment. Il commence à avoir des visions d'Allison, et avec l'aide de Malia et Lydia, les trois la ramènent à la vie avec le Nemeton. Malheureusement, elle ne se souvient pas complètement de lui et elle est contrainte de se joindre aux Nogitsune. Plus tard, après avoir été poignardé par elle avec un couteau lacé wolfsbane, il est capable de lui rappeler ses souvenirs en lui rappelant le code de son chasseur et quand il lui a dit pour la première fois qu'il l'aimait. Après l'avoir guéri avec le feu d'une fusée éclairante, ils retrouvent leurs amis piégés dans une illusion au stade de crosse. Ensemble, ils trompent le Nogitsune avec son mouvement divin prévu (pour faire mourir Scott dans les bras d'Allison de la même manière qu'elle est morte plus d'une décennie auparavant) et le battent lui et son Oni avec l'aide de la meute. Après la mort de Derek, Scott, Deaton et Allison retournent à Los Angeles, amenant le fils de Derek Eli avec eux (ce qui implique qu'ils l'adopteront).

## Stiles Stilinski

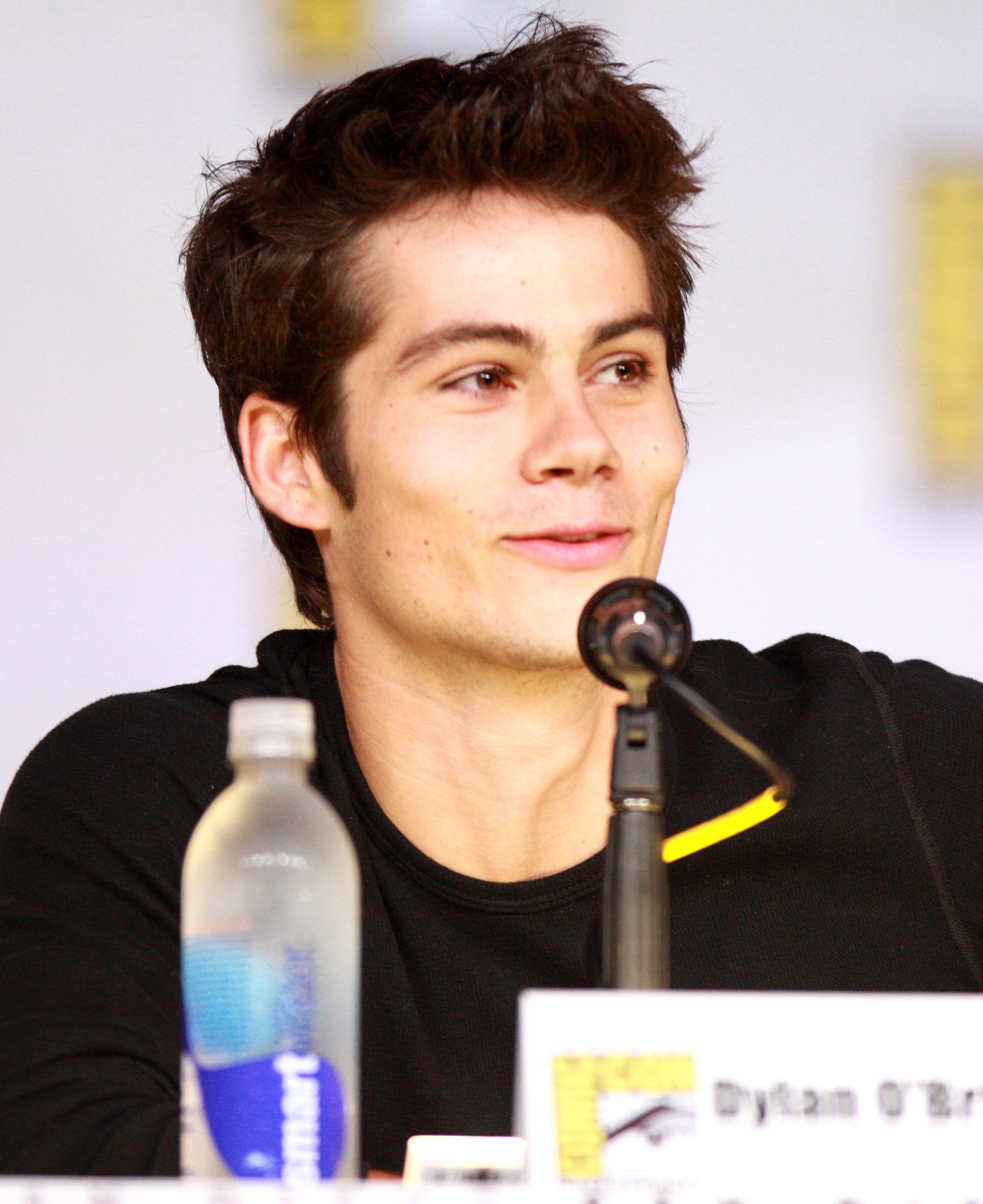
Dylan O’Brien, interprète de « Stiles » Stilinski.

Mieczyslaw « Stiles » Stilinski est interprété par Dylan O'Brien un acteur américain. Sa voix est doublée en français par Hervé Grull.
Au début de la première saison, nous apprenons que Stiles est le fils du shérif Stilinski et de Claudia décédée quand il avait huit ans et « Stiles » n'est qu'un surnom qu'il s'est choisi. Il entraîne Scott dans la forêt pour essayer de trouver la moitié du cadavre d’une jeune fille avant la police. Il se fait prendre par son père, étant le shérif de Beacon Hills et Scott s’en sortira avec une morsure à l’abdomen. Stiles fera ensuite des recherches sur la lycanthropie car il pense que Scott est devenu un loup-garou. Au fil des épisodes, il aide Scott à s’adapter à sa nouvelle nature, et ce au péril de sa vie car Scott, ne sachant pas se contrôler lorsqu’il est transformé, essaie de tuer Stiles. Le bal de l’hiver permet à Stiles d’être le cavalier de Lydia et de lui avouer qu’il est fou amoureux d’elle depuis la primaire. Après le bal, il arrive à temps pour empêcher Peter Hale de tuer Lydia sur le terrain de crosse. Cependant elle sera mordue vers le torse.
Plus tard, il est contraint d’aider Peter à trouver Derek, enlevé par Kate Argent, s’il ne veut pas être tué.
Dans la deuxième saison, Stiles mène Scott et Allison à la recherche de Lydia qui a mystérieusement disparu de l’hôpital. Ils se retrouvent dans une patinoire où Lydia est victime d’hallucinations. la meute décide de protéger Lydia de Derek, car celui-ci la suspecte d’être le kanima. Lorsque l’identité du kanima est révélée, il vole un véhicule blindé de la police pour y contenir Jackson qui est le kanima.
Pour la première fois, Stiles arrive à jouer à la crosse. Il marque les trois buts menant les Cyclones BHHS (son équipe de crosse) au championnat. Mais il est pourtant enlevé par un des chasseurs : Gérard Argent, le grand-père d'Allison Argent.
Dans la troisième saison, Stiles, Allison et Scott font un « sacrifice » pour sauver leurs parents des griffes du « Darach » (=Druide). Ce sacrifice aura alors des conséquences sur leurs sentiments. Dans la seconde partie de cette saison, Stiles est possédé par un « Nokitsune », un renard maléfique, et s’attaque à ses amis. Il est donc amené dans un asile où il rencontre Malia et en apprend beaucoup sur elle. Une fois sorti de cette asile, il parvient à se débarrasser du Nokitsune en réalisant un « coup divin ». Malheureusement cela amènera la mort de la pauvre et belle Allison Argent.
Dans la quatrième saison, Stiles sort avec Malia, il apprend à concilier sa nature humaine et son côté surnaturel. Mais un « Bienfaiteur » distribue de l'argent à tous ceux qui tuerons les êtres surnaturels de Beacon Hills. La mort d'énormément de personnes est causés. C'est la « liste noire ». C'est Stiles, accompagné de Malia, qui la fera s'arrêter.
Dans la cinquième saison, Stiles se méfie de Theo, un ancien camarade de classe revenu en ville pour intégrer la meute de Scott. Stiles, trouvant Theo suspect enquête sur lui. Plus tard, Stiles est pourchassé par Donovan, un wendigo (un cannibale surnaturel) voulant faire souffrir son père, qui l'a condamné à de la prison. une fois échappé et libre, Donovan tente de tuer Stiles après les conseils de Theo. Donovan se lance à la poursuite de Stiles essayant de le tuer. Stiles, paniqué, finit par tuer Donovan non volontairement et non sans être blessé. En outre, Stiles culpabilise pendant un certain temps pour ce qu'il a fait, craignant la réaction de Scott qui fait tout pour éviter la mort d'une personne quelconque qu'elle soit. De plus, Malia et lui se sont éloignés malgré les sentiments amoureux qu'ils éprouvent l'un pour l'autre. Pour poursuivre, des « Médecins de l'horreur », une femme et deux hommes masqués effectuent des expériences sur des adolescents (Donovan fait partie d'une de leur expérience et plus exactement d'un échec). Theo se trouve faire tout de même équipe avec les médecins qui souhaitent éliminer Scott et sa meute.
Dans la seconde partie de cette saison, Lydia est enfermée à Eichen House (elle est inconsciente et ne bouge/parle plus). Stiles lui rend visite puis se rend compte que son cuir chevelu est un peu rasé. Il sait que le médecin (le Dr Valack) va pratiquer une trépanation (trou dans le crane pour amplifier ses pouvoirs). la meute organise un plan (ainsi qu'un second) afin de faire sortir Lydia avec l'aide de la meute. Après les différents problèmes survenus durant l'évasion, Lydia est sauvée .
Lors de la sixième saison, il est la cible des Cavaliers Fantômes qui l'effacent de la réalité et font que tous ses proches l'oublient. Lydia est la dernière personne à se souvenir de lui, il lui dit de se souvenir qu'elle a été la première fille avec qui il a dansé et lui rappelle toutes les années où il l'a aimé, puis il lui dit qu'elle doit trouver un moyen de se souvenir de lui et fini par disparaître. Les jours suivants, ses amis se rendent compte que quelque chose leur manque. Plus tard, il est révélé que Stiles se trouve dans une station de train, où il retrouve Peter Hale, lui aussi capturé par les Cavaliers Fantômes quelques mois auparavant. Il essaie à plusieurs reprises de s’échapper, sans succès. Après que Peter y est parvenu, il arrive à établir le contact avec Lydia et Scott à travers la radio où il leur dit de trouver Canaan, une ville fantôme où tout a disparu. Lorsque le shérif, se souvient entièrement de son fils, on apprend que le véritable prénom de Stiles est Mieczyslaw à la suite d'une révélation du shérif lui-même et la meute réalise qu'elle doit se souvenir de lui pour qu'une faille se crée. C'est grâce à Scott, Malia et Lydia qu'elle se crée. Après que Beacon Hills a été sauvée, on apprend que Stiles va intégrer l'université George-Washington dans une formation pré-FBI grâce à l'aide du père de Scott.
Dans la deuxième partie de la sixième saison, trois mois après avoir été sauvé et sorti de la Chasse Sauvage par la meute, Stiles fait son entrée au FBI, à Quantico, où il découvre avec stupéfaction que le FBI recherche activement Derek Hale pour meurtre de masse et qu'il va devoir y participer ! On apprend également qu'il contacte très régulièrement ses amis . Il revient dans le dernier épisode de la série, en compagnie de Derek afin de sauver Scott, Lydia et Malia d'une mort certaine en partie à cause des chasseurs il ne comprend pas pourquoi il n'a pas été prévenu des évènements survenus a Beacon Hills et en veut a Lydia.. Il fait équipe avec Lydia pour sauver et retrouver Jackson et Ethan prisonnier de Gérard et sa bande de chasseur. On apprend qu'il a sauvé Derek du FBI après que ce dernier ai retrouvé sa trace. C'est lui qui va lancer de la poudre de sorbier sur l'Anuk-Ite afin de le tuer et détruire toutes les peurs qu'il engendrait chez les habitants.
Deux ans après les événements de Beacon Hills, on ne sait pas si Stiles  est encore avec Lydia vu que ce n'est jamais précise il va, à Los Angeles, où il va, de nouveau, faire partie de la meute de Scott avec qui il était resté en contact.
Stiles n'apparaît pas dans Teen Wolf: The Movie, bien qu'il soit mentionné comme travaillant toujours avec le FBI. Lydia évoque que les deux ont rompu . Sa Jeep est détenue chez Hale Auto et est régulièrement volée par le fils de Derek, Eli. À la fin du film, lors des funérailles de Derek, le sheriff Stilinski donne à Eli les clés et la propriété de la Jeep.

## Allison Argent

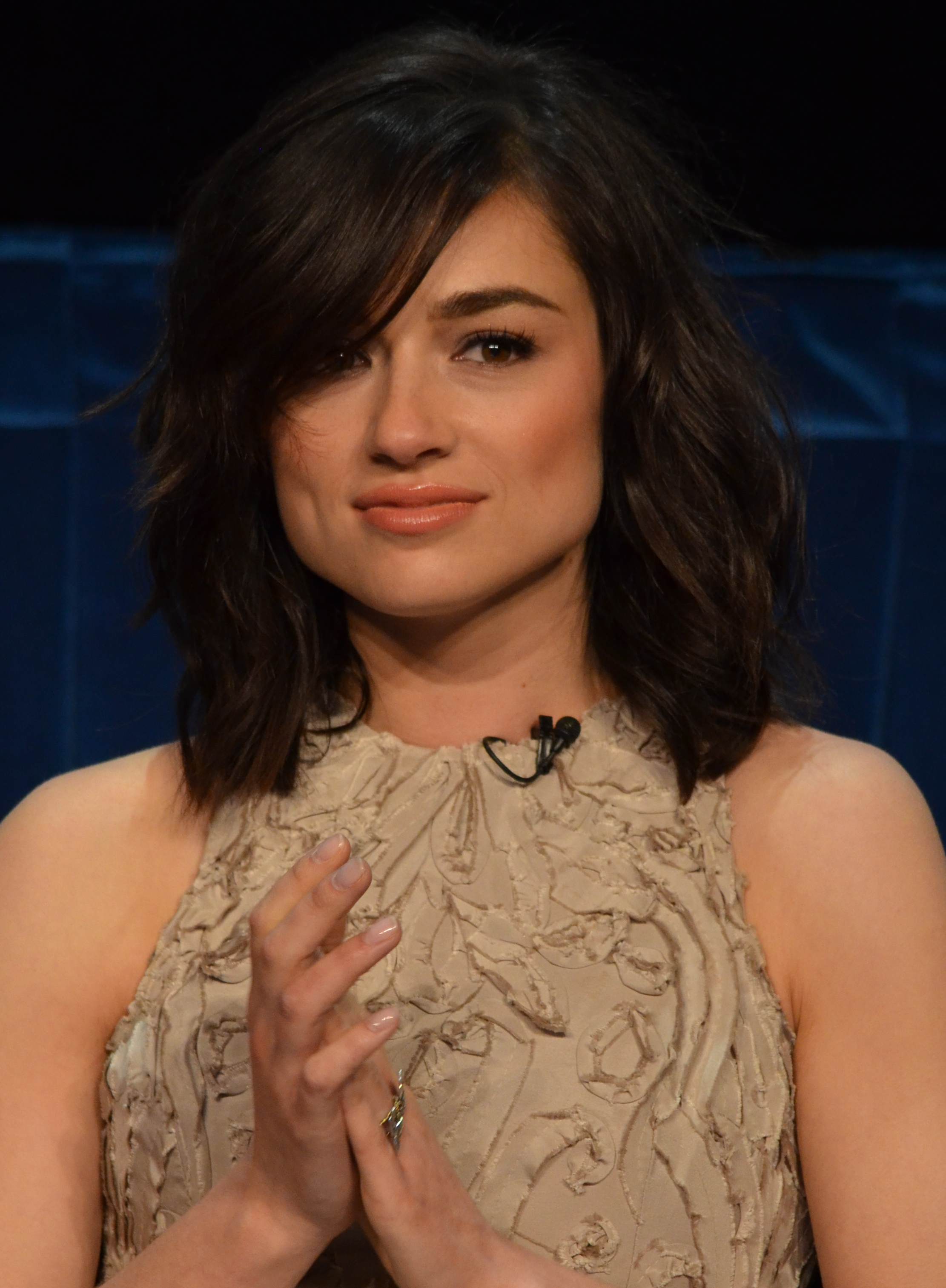
Crystal Reed, interprète d'Allison Argent.

Céléstine Allison Argent est interprétée par Crystal Reed et sa voix est doublée en français par Jessica Monceau.
Dans la première saison, Allison Argent est la nouvelle venue au lycée de Beacon Hills. Elle se fait très vite une amie, Lydia une populaire au lycée, et rencontre son petit ami Jackson qui semble vraiment bien l’apprécier. Elle rencontre Scott et plus tard son ami Stiles. Allison se pose des questions sur sa famille et sa tante Kate l’oriente sur un mythe français : la bête du Gévaudan. Allison découvre grâce à elle que son père est un chasseur de loups-garous, et que Scott, devenu son petit ami, est lui-même un loup-garou. Ses parents lui interdisent de fréquenter Scott sous peine de tuer l’adolescent.
Durant la deuxième saison, Allison voit Scott en cachette. À l’enterrement de sa tante Kate, elle revoit son grand père Gerard. Elle aide tour à tour Scott face à la pleine lune, Isaac face aux chasseurs, ainsi que Lydia face à la meute de Derek qui la prend pour le kanima. Sa mère découvrira qu’elle est encore proche de Scott et le menacera. Allison décide alors de sortir avec Matt à un concert, mais elle découvre à la fin de la soirée qu’il possède de nombreuses photos d’elle. Lorsque Victoria Argent, sa mère, découvre Allison et Scott s’embrassant au lycée, elle décide de tuer le jeune loup-garou, mais Derek vient le sauver et mord Victoria qui décide de se donner la mort pour éviter de devenir une loup-garou. Gerard profite de cette occasion pour manipuler sa petite fille qui devient une chasseuse prête à tout pour se venger de Derek. Elle laissera de côté son père et Scott et sa meute. Elle suivra Gerard dans son plan machiavélique, révélant son côté sombre lorsqu’elle décoche plusieurs flèches sur ses amis Boyd et Erica. Dans le dernier épisode de cette saison, elle comprend que son grand-père l’a manipulée et décide de rester amie avec Scott.
Au début de la troisième saison, Allison revient de quatre mois passés en France dans la maison de ses ancêtres. Allison ne fréquente plus Scott, mais il est évident qu’elle continue à s’intéresser à lui. Elle décide de rompre l’accord passé avec son père afin d’aider Scott et ses amis à combattre la meute d’« Alphas ». Elle et son père décident ensuite de remplacer le code de sa famille : « Nous chassons ceux qui nous chassent » (en français dans la version originale) par « Nous protégeons ceux qui ne peuvent pas se protéger eux-mêmes ». Son père ne fait désormais plus partie du côté des méchants mais de ceux des alliés. Elle se rapproche également d'Isaac. Elle se fait finalement tuer par un Oni et meurt dans les bras de Scott, en lui disant qu'elle l'a toujours aimé et qu'il est son premier amour. Juste avant sa mort, elle élimine un Oni et découvre par la même occasion que l'argent est le point faible des Onis.
Elle continuera d'être mentionnée au fil des saisons, notamment au début de la cinquième saison, lorsque les terminales écrivent leur initiale sur les étagères du lycée, Scott écrira les initiales d'Allison. À la fin de cette même saison, elle sauve indirectement Scott lorsque la Bête confond Allison avec sa sœur Marie-Jeanne Valet (ancêtre d'Allison) en la voyant dans les souvenirs de Scott ce qui lui donne la chance de s'échapper.
Dans le film, Allison est ramenée à la vie grâce à l'aide de Scott, Lydia et Malia. Malheureusement, ses souvenirs sont fragmentés et son objectif depuis son réveil est d'essayer de tuer Peter et Derek. Finalement, le Nogitsune la convainc de se joindre à lui (prenant l'apparence de sa mère décédée). Après avoir presque tué Derek et Eli, Scott la laisse le blesser avec de l'aconit pour leur permettre de parler, et lentement ses souvenirs reviennent. Finalement, les deux vainquent le Nogistune et elle rejoint Deaton, Scott et Eli à Los Angeles, sa relation avec Scott est restaurée.

## Derek Hale

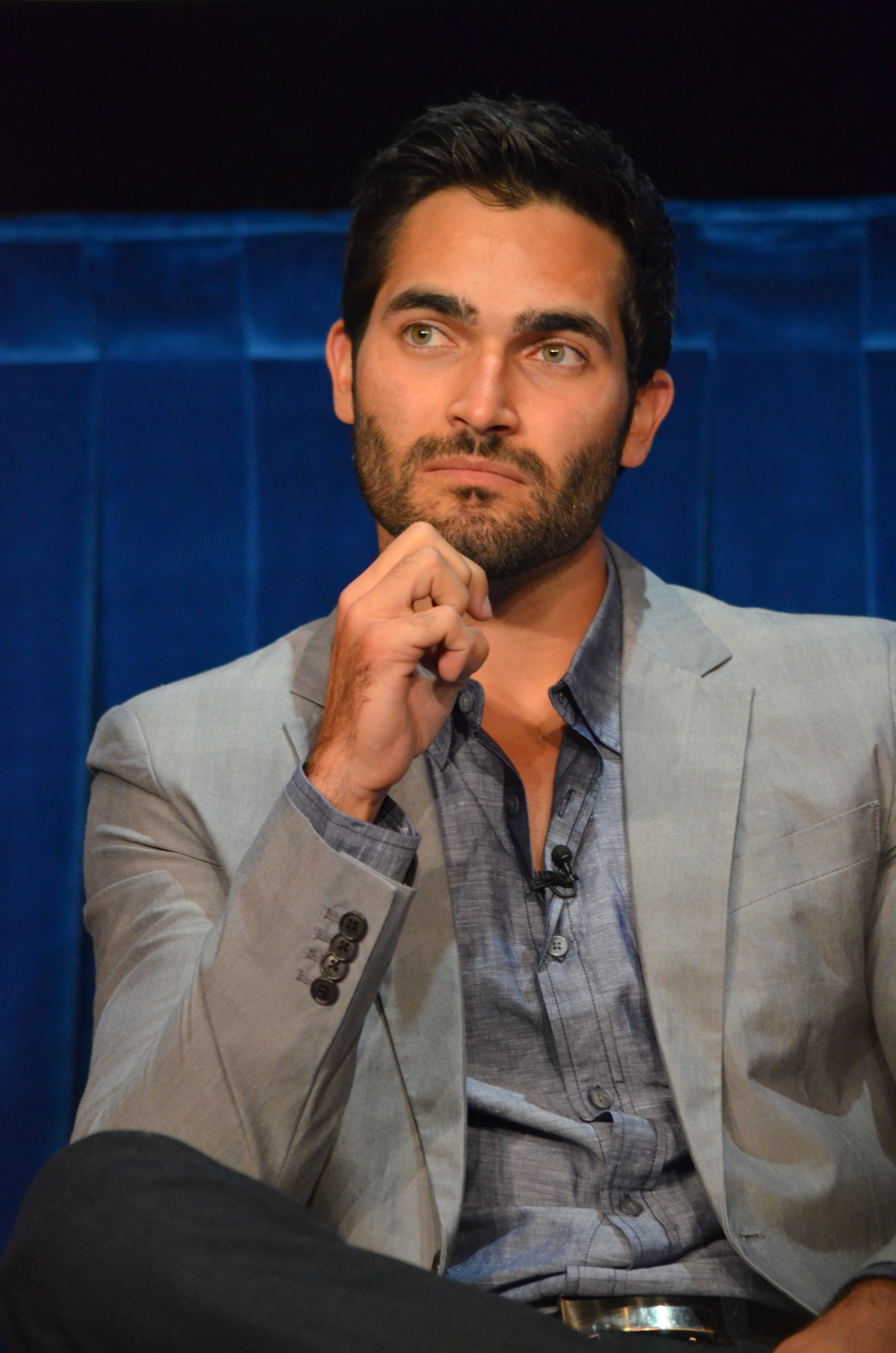
Tyler Hoechlin, interprète de Derek Hale.

Derek Sales Hale est interprété par Tyler Hoechlin et sa voix est doublé en français par Stéphane Pouplard.
Derek vient d’une famille de loups-garous (sa mère est la chef de la meute d'alpha de Deucalion) et il a hérité cette nature de ses parents. Il est né et a grandi à Beacon Hills auprès de sa famille. Lorsqu’il était au lycée, Derek fréquentait Kate Argent la fille de Gérard qui essaye de le tuer dans la saison 6 et ignorait complètement qu’elle sortait avec lui seulement pour se rapprocher de sa famille, venant d’une famille de chasseurs de loups-garous. Plus tard, ce dernier orchestre avec plusieurs conspirateurs un incendie criminel qui tue la plupart de la famille Hale, on ne retrouva que les griffes de Talia sa mère qui étais aussi la sœur de Peter, pendant que Derek et ses sœurs Laura et Cora étaient au lycée. Son oncle, Peter Hale qui a été grièvement brûlé, a réussi à s’échapper de la maison en feu et a passé six ans dans le coma. Cet incendie est l’événement majeur dans la vie du jeune homme, ce qui explique son comportement durant toute la première saison de la série. On apprend dans la deuxième saison qu’il possède un triskèle tatouée dans le dos, censé représenter les 3 sortes de loups-garous : l’Alpha, le Bêta et l’Oméga. Avant l’épisode La Morsure, Derek vivait à Brooklyn dans l’État de New York. Il retourne à Beacon Hills à la suite de la mort de sa sœur Laura pour trouver le meurtrier, alors, qu'en réalité, c'est Peter, son oncle, qui l'a tuée pour attirer Derek à Beacon Hills.
Scott McCall le tient pour responsable de sa transformation en loup-garou, mais Derek lui affirme que ce n’est pas lui mais l’« Alpha » (Alpha est Peter) qui l’a mordu. Derek assume alors son rôle de maître pour Scott en lui apprenant à contrôler son instinct animalier et à s’adapter à la vie de loup-garou. Il tente également d’éloigner Scott de l’« Alpha » en lui expliquant que ce dernier désire que l’adolescent rejoigne sa meute en commettant des meurtres.
Dans l’épisode 48 heures, Derek se fait tirer dessus par Kate Argent, la tante d’Allison. Scott et Stiles parviennent à le sauver, ce qui a pour effet de rapprocher les trois amis.
Chris Argent, le chef des chasseurs de loups-garous, croit alors qu’en traquant Derek, celui-ci les mènera à l’« Alpha ». Mais quand Derek révèle à Kate qu’il ignore qui est l’« Alpha », elle tente de le tuer mais il réussit à s’échapper. Dans l’épisode Pulsations, Derek se fait attaquer par l’« Alpha » devant le lycée en pleine nuit, sous les yeux de Scott et de Stiles. Ces derniers pensent alors qu’il est mort, mais il réapparaît dans l’épisode L’Emprise de la Lune. Scott lui demande alors s’il existe un remède pour redevenir humain. Derek lui révèle qu’il en connaît un seul : tuer l’« Alpha » qui l’a transformé, mais il lui informe qu’il ne sait pas si c’est vrai.
Dans l’épisode Esprit d’équipe, Derek tue l’« Alpha » contre la volonté de Scott. Derek devient alors l’« Alpha ».
Dans la deuxième saison, Derek se concentre sur la formation de sa meute.
Il tente de recruter Scott, mais celui-ci refuse. Il trouve plus tard Isaac et lui propose son aide. Isaac accepte et devient le premier membre de sa meute. Derek séduit une jeune lycéenne, Erica, afin de l’intégrer dans sa meute et lui promet que la morsure guérira son épilepsie. Pour compléter sa meute, Derek envisage de recruter Boyd, un jeune lycéen impopulaire et solitaire.
Derek se retrouve piégé dans une piscine avec Stiles, et découvre que la créature mystérieuse que tout le monde cherche est un kanima. Derek suspecte Lydia d’être le kanima, il décide alors de la tuer. Scott et ses amis parviennent à le raisonner in extermis.
Après s’être confronté au kanima dans une boîte de nuit, Derek déclare à Isaac et Erica qu’ils auront besoin de l’aide de Scott et de ses amis pour arrêter le kanima car il est plus puissant qu’il le pensait. Scott lui propose alors une alliance temporaire afin d’arrêter le kanima. Lors d'une attaque, Victoria (la mère d’Alison) l’attaque avec un couteau et des vapeurs d’aconit.
Après avoir frôlé la mort, il se réveille dans la maison des Hale avec le Dr Deaton qui lui assure qu’il est toujours un « Alpha » mais pas un « Alpha » compétent. Deaton lui explique que la résurrection de Peter a un prix et qu’il va dorénavant être physiquement faible et il devra compter sur son intelligence et sa ruse.
Derek apprend que Scott l’a trahi en surprenant une conversation entre l’adolescent et Gerard Argent.
Plus tard, Boyd et Erica lui annoncent qu’ils quittent sa meute. Derek s’allie alors avec son oncle Peter, Isaac et Chris Argent afin d’arrêter le kanima qui est maintenant contrôlé par Gerard. Après la bataille finale, Peter et Isaac sont les seuls membres restants de la meute de Derek. Pendant la bataille, on apprend que Scott n’a jamais trahit Derek mais que c’était un piège contre Gérard. Lorsqu’ils retournent dans la maison des Hale, ils trouvent un symbole sur la porte d’entrée signifiant l’arrivée d’une meute d’« Alphas ».
Dans la troisième saison, Derek tombe amoureux de Mme Blake, la professeure d’anglais. Avec Isaac, Boyd, Cora la petite sœur de Derek, Lydia, Allison et Scott, Derek se prépare à combattre la meute ennemie qui vient d’arriver en ville, tout en gérant sa relation amoureuse avec Jennifer Blake.
Lors de la quatrième saison, il rajeuni (interprété par Ian Nelson), puis retrouve sa forme normale et depuis que Kate l'a rajeuni, il perd peu à peu ses pouvoirs de loup-garou. Il est plus ou moins en couple avec Braeden qui lui apprend à se servir d'armes pour se défendre. Derek, redevenu humain fini par mourir. Cependant, cette mort signe un renouveau car Derek « ressuscite » et est désormais un vrai métamorphe, la période de perte de pouvoir était en fait le seul moyen de « passer au niveau supérieur ». Il part retrouver sa sœur Cora en Amérique du Sud à l'issue de cette saison.
Il fera cependant son retour au cours de la saison finale .
Dans Teen Wolf: The Movie, Derek a assumé un rôle de consultant en travaillant en étroite collaboration avec le shérif Stilinski et l'adjoint Parrish. Il est également révélé qu'au cours des 16 années écoulées depuis la fin de la série, il a un fils de 15 ans nommé Eli, qui a développé une anxiété de transformation (un sous-produit de l'effarouchement des coyotes qui ont presque attaqué Eli comme un enfant sous sa forme de loup, ce qui l'a traumatisé). Il ne s'est pas complètement transformé en loup depuis. Sa relation avec son fils est forte mais fragmentée; alors qu'il l'aime inconditionnellement, il est frustré par sa délinquance, en particulier le vol de la Jeep de Stile. Tout en consolant son fils après un match de crosse, tous deux sont attaqués par Allison; pendant qu'ils survivent, Derek est grièvement blessé après avoir reçu une balle dans la gorge avec une flèche lacée de tue-loup. Il survit grâce à la blessure cautérisée au feu par Peter. Après avoir été capturé par les Nogitsune et les Oni, Derek voit qu'Eli a réveillé ses pouvoirs latents de loup, et finalement, père et fils (avec Scott) combattent le Nogitsune infusé d'Alpha. Derek se sacrifie en maintenant le Nogitsune enfoncé pour que Parrish puisse le brûler, et ses yeux changent dans les instants avant sa mort du bleu au rouge, ce qui signifie qui devient un vrai alpha avant de mourir.
Film 2 
Il pourrait apparaître dans des souvenir.
Film 3 - il pourrait revenir à la vie sous les traits de Ian Nelson. Il pourrait jouer tout le long du film jusqu'à la fin. Il redevient comme avant sous les traits de Tyler Hoechlin.

## Lydia Martin

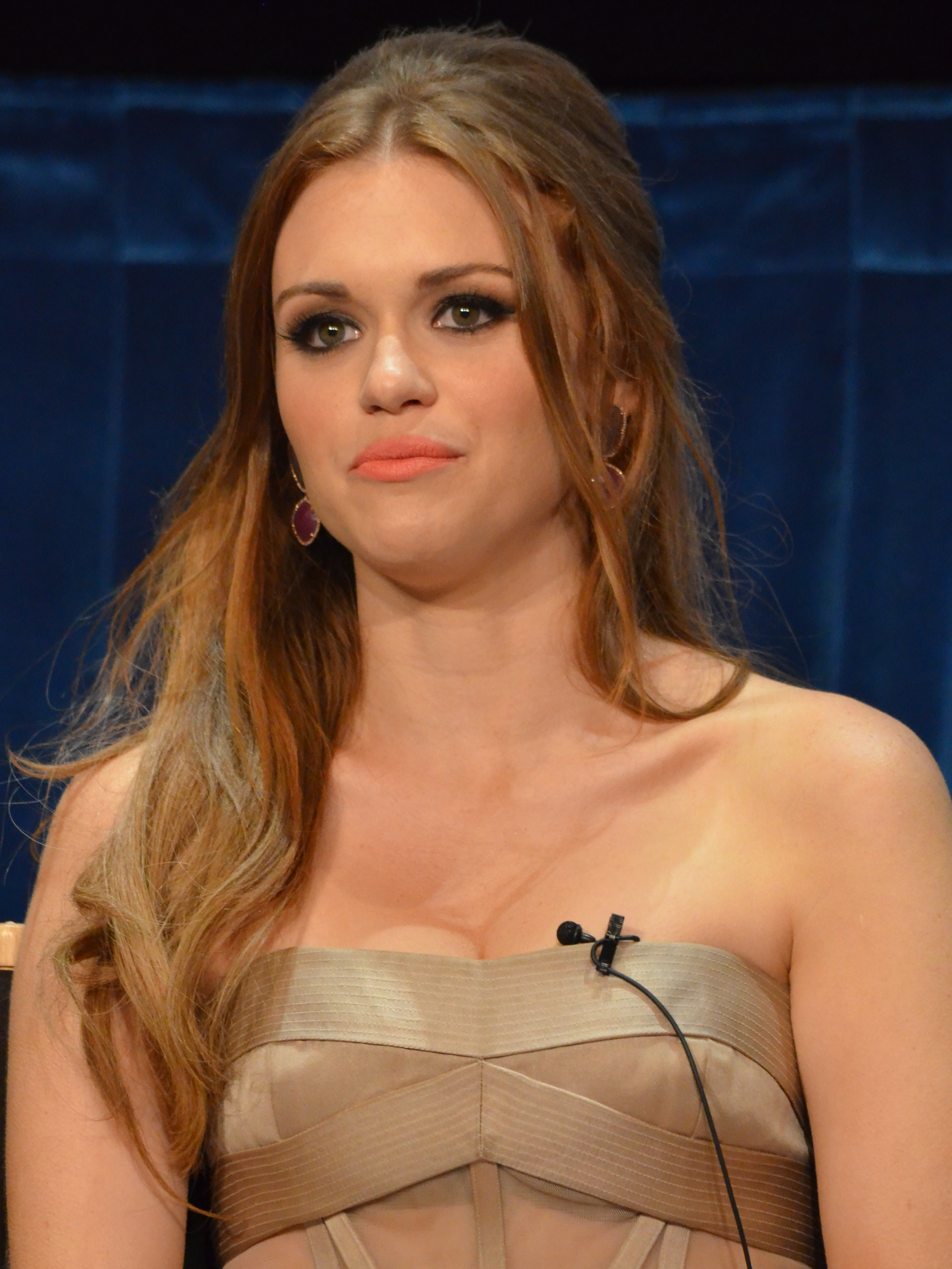
Holland Roden, interprète de Lydia Martin.

Lydia Camille-Grace Martin est interprétée par Holland Roden et sa voix est doublée en français par Fily Keita.
Dans la première saison, on apprend que Lydia, étudiante très populaire de Beacon Hills, sort avec Jackson, le capitaine de l’équipe de crosse. À l’arrivée d’Allison au lycée, elles deviennent tout de suite amies. D'apparence superficielle, elle s'avère être très intelligente, une de ses professeurs déclare même à ses parents qu'elle est l'élève la plus intelligente qu'elle ait jamais vu et que sa moyenne générale frôle les 20. Lors du bal, elle sort avec Stiles. Il lui avoue ce qu’il ressent pour elle et qu'il sait à quel point elle est intelligente. À la suite de ces révélations, elle accepte de danser avec lui. Puis, elle fait comprendre à Stiles qu'elle aimerait aller retrouver Jackson, ce qu'il accepte tristement. En effet, elle donnait l'impression de n'être avec lui que pour la popularité mais on découvre qu'elle est réellement amoureuse de lui, même s'il ne la traite pas comme elle le voudrait. Malheureusement, elle se fait attaquer par l’« Alpha » en allant chercher Jackson. À la fin de la saison, Scott et Stiles, très surpris et perplexes, découvrent qu'elle ne guérit pas de la morsure de Peter et qu'elle n'est donc pas devenue un loup-garou.
Dans la deuxième saison, Lydia se réveille à l’hôpital. Elle est victime d’hallucinations et s'enfuit. Tout le monde part à sa recherche sans la trouver, puis elle va réapparaître totalement nue sur une route au bord de la forêt 3 jours plus tard. Elle tente tout de même de reprendre sa vie de lycéenne et rencontre un jeune homme dont elle ne sait rien. Mme Morell, la psychologue du lycée, s’inquiète pour ses hallucinations et lui fait passer le test de Rorschach : Lydia ne reconnaît que des papillons. Sa relation avec Jackson devient difficile. Elle retrouve alors le jeune inconnu chez lui mais découvre qu’il s’agit de Peter Hale jeune. Il lui montre qui il est réellement : le loup-garou qui l’a attaquée. Lydia va devenir la cible de la meute de Derek, croyant qu’elle est le kanima. Elle est protégée par Scott, Stiles, Allison et Jackson. À la fête de son anniversaire, elle drogue inconsciemment ses invités avec de l'aconite tue-loup et paralyse Derek, puis elle le traîne jusqu’à la maison des Hale où se déroule un rituel ramenant Peter Hale à la vie, ce dernier ayant utilisé Lydia contre son gré pour ressusciter. À la fin de la saison, elle sauve Jackson qui s'avère être le kanima, qui l'avait quittée quelque temps avant, en lui rendant sa clef.
Lors de la troisième saison, quelques mois se sont écoulés, elle n'est plus avec Jackson qui est parti à Londres et connaît désormais tout de l'activité surnaturelle de Beacon Hills. Elle et ses amis savent que Lydia est « quelque chose » mais ils n'arrivent pas à savoir quoi. Elle commence à trouver des corps de cadavres morts partout où elle va sans le faire exprès, on apprend que Lydia est une banshee, par la Darach, Jennyfer Blake. En effet la morsure de Peter Hale a activé ses pouvoirs de banshee qu'elle tenait de sa grand-mère (ce qu'elle ignorait totalement). Elle commence plus ou moins à sortir avec un des jumeaux Alphas, Aiden. La Darach tente de la tuer à cause de tous ce qu'elle sait. Pendant la deuxième partie de la saison, Lydia essaie avec ses amis de combattre les nouveaux ennemis à Beacon Hills, avec Stiles, elle cherche Barrow grâce à son pouvoir. Lorsqu'elle s'est prise dans un piège de chasseur, Stiles parvient à la sauver en arrivant à le désamorcer. Elle apprend aussi à Peter qu'il est le père d'une fille en traduisant un souvenir que Talia (mère de Derek) a enlevé des souvenirs de ce premier. Elle doit entrer dans la tête de Stiles avec Scott, elle se revoit alors lors d’un bal de la première saison, mordue par Peter. Elle finit par être enlevée par le double de Stiles, qui était possédé par le Nokitsune. En voulant sauver Lydia, sa meilleure amie Allison se fait tuer par un Oni.
Lors de la quatrième saison, Lydia en apprend plus sur son pouvoir grâce à une autre banshee et est davantage impliquée dans la meute, elle aide celle-ci a décrypter la liste des créatures surnaturelles de Beacon Hills, on apprend également que sa grand-mère était elle-aussi une banshee mais qu'elle est morte parce qu'elle n'arrivait pas à le contrôler. Elle rencontre pour la première fois une autre Banshee, Meredith Walker. Au fil de la saison, elle se rapproche de l'adjoint du shérif Jordan Parrish et enquête avec lui sur sa nature surnaturelle.
s
La cinquième saison, débute sur un flashforward montrant Lydia enfermée à Eichen House sans plus d'explication. Pendant un combat contre un kanima créé par trois hommes étranges qui se font appeler Les Médecins de l'Horreur, Lydia se fait piquer et est transférée à l'hôpital. Elle décide d'apprendre à se battre et est entraînée par Parrish, de qui elle se rapproche petit à petit. Theo plante ses griffes dans la nuque de Lydia afin de trouver le Nemeton, ce que seul un alpha peut faire. Cela la laisse dans un sale état et le seul endroit qui puisse l'aider est Eichen House. Dans la deuxième partie de saison, elle apprendra à utiliser ses capacités de banshee comme une arme. Enfermée, elle aura beaucoup de problèmes notamment un trou dans le crâne causés par un des docteurs, le Dr Valack qui cherche à savoir par tous les moyens l'identité de la Bête. La meute se mobilise pour la faire sortir de cet endroit. Elle découvre que seul son cri de banshee peut sauver Mason de la Bête.
Lors de la sixième saison, Lydia est la dernière personne qui se souvient de Stiles après que ce dernier ait été effacé de la mémoire de tout le monde par les Ghost Riders (cavaliers fantômes)., il lui rappelle toutes les années où il l'a aimé et qu'elle doit trouver un moyen de se souvenir de lui Lydia, ainsi que Malia et Scott, réalisent peu à peu que quelqu'un leur a été enlevé et Lydia déclare à ses amis qu'elle a cherché cette personne partout au lycée. ses amis et en particulier Claudia et le Shérif doute de l'existence de Stiles et de ce qu'affirme Lydia, étant persuadée que celui-ci est réel. Lorsque Stiles arrive à établir le contact à travers la radio, il demande à Lydia si elle se souvient de la dernière chose qu'il lui ai dite, ce qu'elle confirme. Lorsque Lydia, Scott et Malia iront à Canaan, on apprendra que les banshees sont immunisées contre les Ghost Riders car ils remarqueront qu'il ne reste plus personne dans cette ville mis à part une femme qui n'est autre qu'une banshee, Lenore qui ne veut pas voir la vérité en face et s'est donc imaginé que son fils est encore avec elle alors qu'il est décédé. Lydia comprendra alors que le Shérif fait la même chose avec Claudia et qu'elle n'est pas réelle. Lenore, acceptant enfin la réalité et apprenant que Lydia est aussi une banshee, lui dit qu'elle sera en sécurité. Lorsque le Shérif découvre la chambre de Stiles, vide, il commence à croire Lydia et qu'il aurait peut-être un fils même s'il reste sceptique car lorsque cette dernière le rejoint, il la voit regarder partout dans cette pièce voyant des meubles que lui ne voit pas et elle lui fait comprendre que Claudia n'est pas réelle. Voyant apparaître le maillot de crosse de Stiles, Lydia le prend  et rappelle au shérif qu'il aime son fils, puis lui lance le maillot que le Shérif attrape alors qu'il ne le voyait pas. Après que le Shérif réussi à se souvenir de Stiles, la meute réalise qu'ils doivent se souvenir de lui afin de créer une faille pour qu'il puisse s'échapper. Malia, Scott et Lydia revoient des souvenirs d'eux et Stiles. Une faille se créa et Stiles fut sauvé. Après que Beacon Hills soit sauvé, on apprend que Lydia va intégrer la MIT et intègre directement la troisième année grâce à son intelligence.
Dans la deuxième partie de la sixième saison, elle reste un peu plus longtemps à Beacon Hills car elle a une prémonition de quelque chose d'affreux et d'horrible qui va arriver notamment à cause de l'Anuk-Ite qui s'est échappé de la Chasse Sauvage car la meute a ramené et sauvé Stiles. Elle sauvera Scott et Malia d'une mort certaine orchestrée par Gérard. Pendant un temps, elle a été à l'hôpital à la suite de l'attaque chez Scott après que Gabe ait voulu tous les tuer. Dans le dernier épisode de la série, elle fera équipe avec Stiles qui lui en voudra de pas l'avoir prévenu de ce qui se passait pour retrouver et sauver Jackson et Ethan de Gérard et de sa bande de chasseur. C'est grâce à elle que Scott retrouvera la vue car elle s’est souvenue que quand elle avait embrassé Stiles pour stopper sa crise de panique, cette dernière avait disparu et que ça marcherait avec Malia s'il elle embrassait Scott car ça lui a coupé la respiration.
Deux ans après les événements survenu à Beacon Hills, on ne sait pas si elle est toujours avec Stiles parce que ça n'a jamais été dit ni démontré elle va à Los Angeles afin de reformer la meute de Scott pour combattre de nouveau Monroe et ses sbires.
Lydia Martin est une puissante banshee mais pas n'importe laquelle. Elle est une banshee aux pouvoirs plus puissants et développés que la normale grâce au Dr Valack et aux origines de Lydia à noter qu'avant Lydia était déjà très puissante.
Dans Teen Wolf: The Movie, Lydia travaille dans une entreprise axée sur l'énergie verte, son dernier projet portant sur l'utilisation des ondes sonores comme source d'énergie. Il est révélé qu'elle n'a pas utilisé ses pouvoirs de Banshee depuis longtemps, en particulier son wale (elle mentionne qu'il s'est "atrophié", car elle ne l'utilise plus). Il est également révélé qu'il a cessé de voir Stiles . Comme Scott, Lydia a des visions d'Allison (sous la forme d'écrire son nom sur les documents du projet) et est capable de déterminer les pièces nécessaires pour ramener Allison à la vie ainsi que l'emplacement. Alors que le reste de la meute s'occupe des Nogitsune, d'Allison et des Oni, elle et Jackson tentent de résoudre le mystère des incendies et leur lien avec les créatures. Elle et Jackson découvrent qu'Adrian Harris est celui qui a sorti le Nogitsune en premier lieu et est capable de le vaincre sournoisement (grâce à avoir ramené son banshee wale). Elle est vue pour la dernière fois aux funérailles de Derek.

## Jackson Whittemore

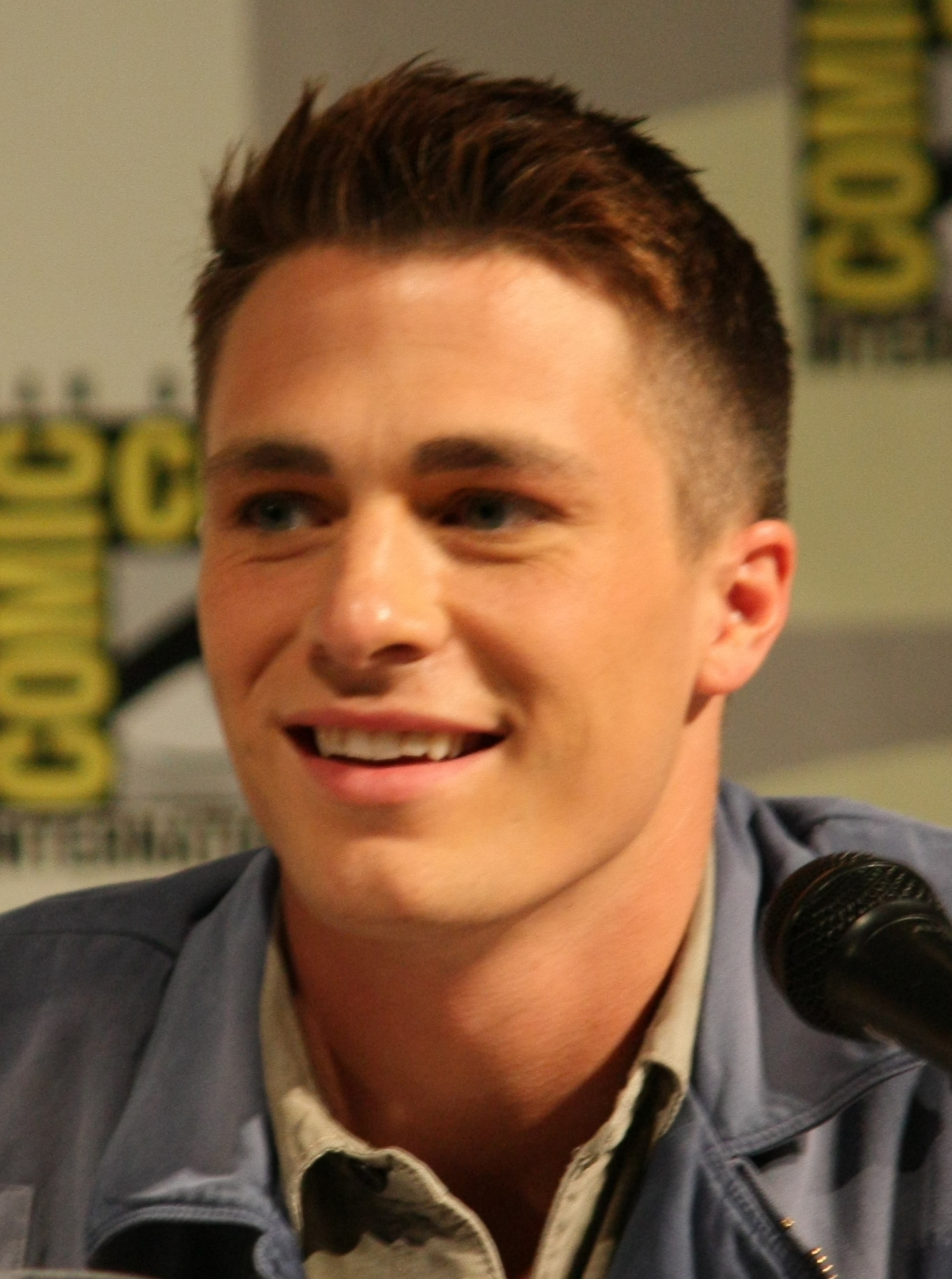
Colton Haynes, interprète de Jackson Whittemore.

Jackson Whittemore est interprété par Colton Haynes et  sa voix est doublé en français par Fabrice Fara.
Jackson est un lycéen de Beacon Hills, lors de la première saison, il est capitaine de l’équipe de crosse. Il sort avec Lydia Martin, l’une des plus belles filles du lycée. Les parents de Jackson sont morts dans un accident de voiture, il a été sorti vivant du cadavre de sa mère. D’un tempérament obstiné, il cherche à savoir comment Scott est devenu aussi fort à la crosse. Il veut alors lui aussi devenir un loup-garou. Il se fait mordre par Derek et se transforme en une créature reptilienne, le kanima. Il est contrôlé par une personne qui le contrôle et lui fait faire des meurtres. À la fin de la deuxième saison, Derek et Peter Hale enfonce leur griffe dans le corps de Jackson, sa nature kanima disparaît et il se transforme ensuite en un loup-garou.
Dans le premier épisode de la troisième saison, on apprend par Lydia que Jackson est parti vivre à Londres et que Derek lui a enseigné le contrôle de ses transformations.
Dans la deuxième partie de la sixième saison, il sera de retour pour donner de l'aide à Scott et à la meute. Dans l'épisode 17 de cette dernière saison, on apprend qu'il vit désormais a Londres avec son compagnon Ethan le jumeau d'Aiden qui, lui, est décédé... Dans le dernier épisode de la sixième saison, on découvre qu'il est en fait, devenu un hybride mi loup garou, mi kanima (le premier de la série).
Dans Teen Wolf: The Movie, Jackson a été ramené à Beacon Hills par Lydia pour le rituel de ramener Allison. Il mentionne qu'il est toujours avec Ethan, et mentionne sournoisement qu'il a été contraint par Lydia de revenir (il a accepté à la condition qu'Ethan ne découvre jamais qu'il est revenu). Il travaille avec Lydia pour déterminer qui a déclenché les mystérieux incendies autour de Beacon Hills et leur lien avec le retour du Nogitsune. Curieusement, il est révélé que bien qu'il conserve encore des capacités d'anima limitées, ses pouvoirs de loup-garou ne sont jamais mentionnés. Après avoir découvert que le coupable des incendies et de la libération de Nogitsune est Adrian Harris, ainsi que son plan, Harris blesse gravement Jackson en lui tirant dessus à plusieurs reprises. Grâce à la réflexion rapide de Lydia, les deux sont capables de maîtriser Harris. Il est vu plus tard avec Lydia aux funérailles de Derek.

## Kira Yukimura

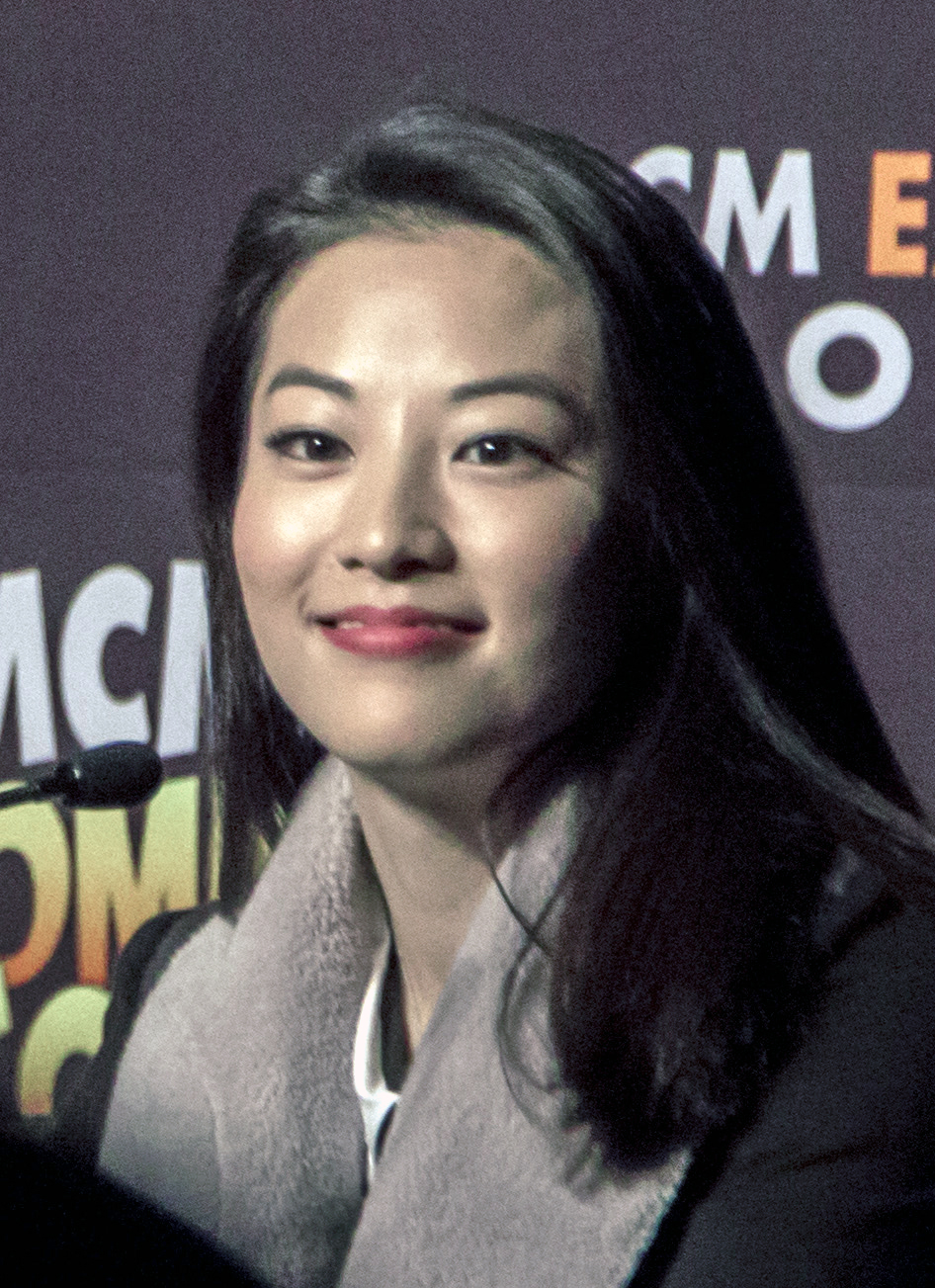
Arden Cho, interprète de Kira Yukimura

Kira Yukimura est interprétée par Arden Cho et sa voix est doublée en français par Geneviève Doang.
Kira est une nouvelle élève au lycée dans la troisième saison. Son père, désormais un nouveau professeur au lycée de Beacon Hills, la présente devant toute la classe et elle attire l’attention de Scott. Ils semblent beaucoup s’apprécier. Dans l’épisode 15, William Barrow tente de tuer Kira et on apprend qu'elle est un kitsune. Elle découvre par la suite que sa mère a 900 ans. Kira est un kitsune qui peut contrôler la foudre. Par la suite Kira développe une incroyable habilité aux arts martiaux et à la maîtrise du katana.
Dans la quatrième saison elle fera partie de l'équipe de crosse du lycée, c'est la seule fille à l'heure actuelle à avoir fait partie de cette équipe. Plus tard elle embrasse Scott à l'épisode 3 de la saison 4. Et ils s'embrassent encore dans la saison. Dans l'épisode 7 de la saison 4, on remarque que le virus utilisé contre les loups-garous agit différemment sur Kira. En effet, le virus agit sur elle au niveau neurologique, avec une dissociation des différents sens ainsi qu'une perte de la vue. Contrairement aux loups-garous qui n'arrivent pas à contrôler leurs transformations à cause du virus, Kira ne contrôle pas son pouvoir d'électricité. Dans l'épisode 11 de la saison 4, Scott et Kira se font kidnapper par Kate au Mexique dans la Iglesia.
Dans la cinquième saison, le renard prend le dessus sur elle. Dans l'épisode 8, elle quitte la meute temporairement. Elle revient vers la fin de l'épisode 11 de la saison 5 puis dans l'épisode 13 de la saison 5. Elle quitte de nouveau la meute temporairement afin de reconstruire son katana, qui va lui permettre dans l'épisode 20 de la saison 5 d'envoyer Théo sous terre, emporté par la sœur qu'il a tué enfant. C'est sa dernière apparition dans Teen wolf.

## Malia Hale

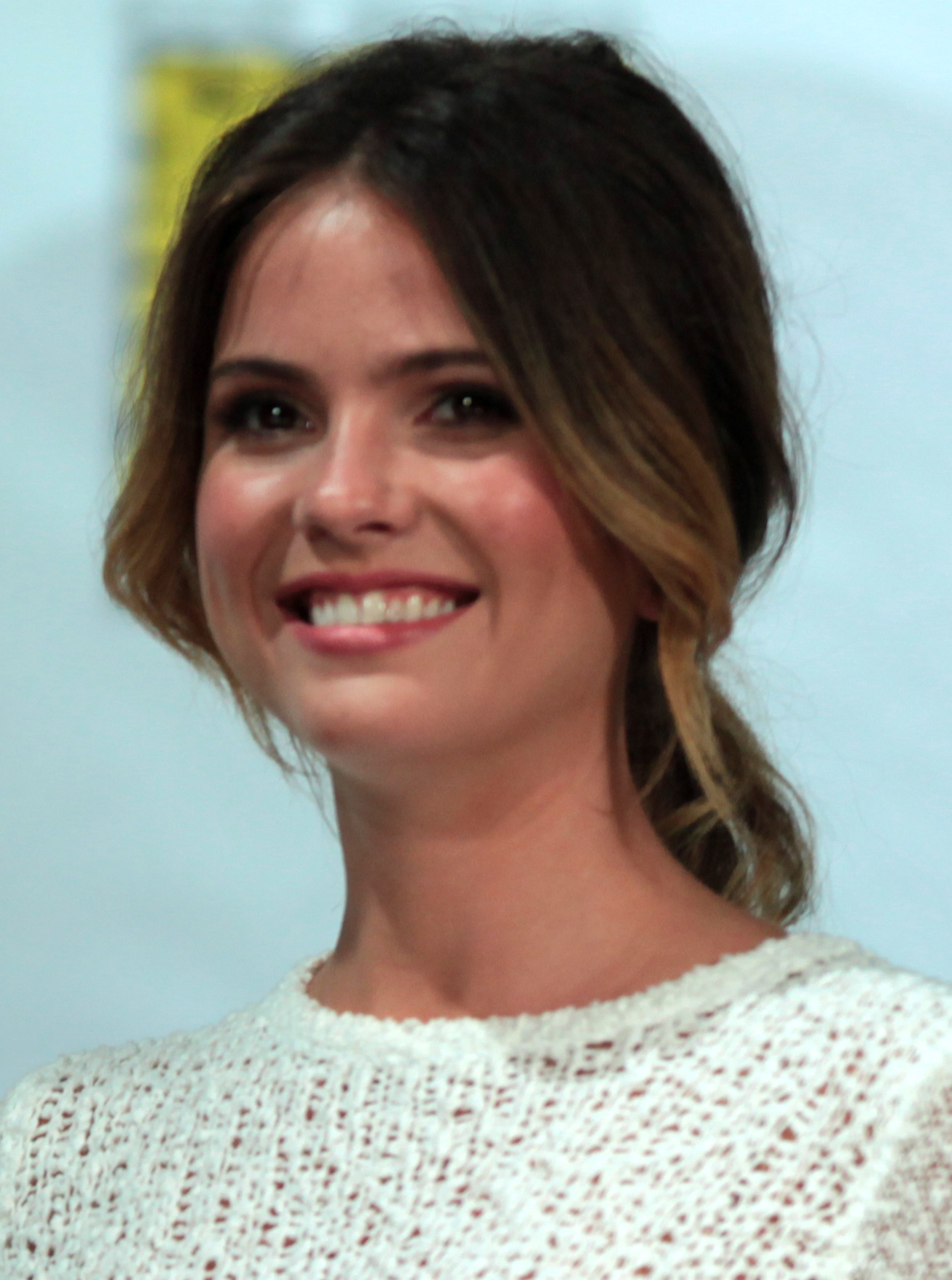
Shelley Hennig, interprète de Malia Hale.

Malia Elizabeth Hale est interprétée par Shelley Hennig et sa voix est doublée en français par Cindy Lemineur.
Restée pendant huit ans sous forme de coyote-garou, elle est retransformée en humaine par Scott lors de la troisième saison. Lydia et Allison découvrent qu’elle est la fille biologique de Peter Hale. On la retrouve quelques épisodes plus tard dans le même asile que Stiles et fait de lui son premier amour. Dans le dernier épisode de la saison 3, elle intègre le lycée de Beacon Hills.
Dans la quatrième saison, Malia apprend grâce à Scott à gérer sa vie de « coyote-garou ». Elle est en relation avec Stiles qui lui apprend à vivre sous forme humaine. Elle commence à être amie avec Lydia et Kira. Dans l'épisode 7, la jeune coyote découvre ses origines et reproche à Stiles de lui avoir menti.
Dans la cinquième saison, elle se renseigne sur sa mère, « la louve du désert » et part à sa recherche. Elle s'éloigne un peu de Stiles et ils finissent par se séparer. Elle découvre que Corine, sa mère, souhaite la tuer pour récupérer les pouvoirs qu'elle lui a transmis en la mettant au monde. Avec l'aide de Scott et de Stiles, elle parvient à devancer sa mère toxique et lui prend la vie.
Dans la sixième saison, plusieurs mois se sont écoulés, Stiles et Malia sont restés amis et ne semblent plus éprouver aucun sentiment l'un pour l'autre bien qu'il n'y ait jamais eu de vraie rupture entre eux et qu'elle soit devenue très proche de Lydia. On découvre que la jeune fille, ayant absorbé les pouvoirs de sa génitrice, a désormais la capacité de se transformer totalement en coyote. Elle aide la meute à se souvenir de Stiles. Tout au long de cette dernière saison, la femme téméraire qu'elle est devenue s'est rapprochée du personnage principal de la série, Scott Mccall. Ils vont affronter les nouveaux chasseurs ensemble, ainsi que la nouvelle créature, et leur amour va se développer. 2 ans plus tard, elle fait toujours partie de sa meute même si on ne sais pas si elle est toujours en couple avec lui.
Dans Teen Wolf: The Movie , Malia et Scott ont depuis rompu (ayant une réunion maladroite), et elle est maintenant dans une relation sexuelle avec l'adjoint Parrish, étant l'un des rares membres restants de la meute à rester à Beacon Hills. Elle aide à redonner vie à Allison au Nemeton avec Scott, Lydia et Jackson. Lorsque les Oni attaquent la maison de Derek, elle est la seule à survivre à l'assaut grâce au souvenir qu'Oni ne peut survivre que dans l'obscurité. Elle et Parrish s'arment d'argent pour se préparer à la bataille finale, laissant entendre qu'ils finissent en couple (bien que cela ne soit pas confirmé). Elle est capable d'amener Parrish à utiliser ses pouvoirs pour brûler les cendres de montagne entourant le stade de crosse et le regarde détruire le Nogitsune pour de bon. Elle est vue pour la dernière fois aux funérailles de Derek.

## Liam Dunbar

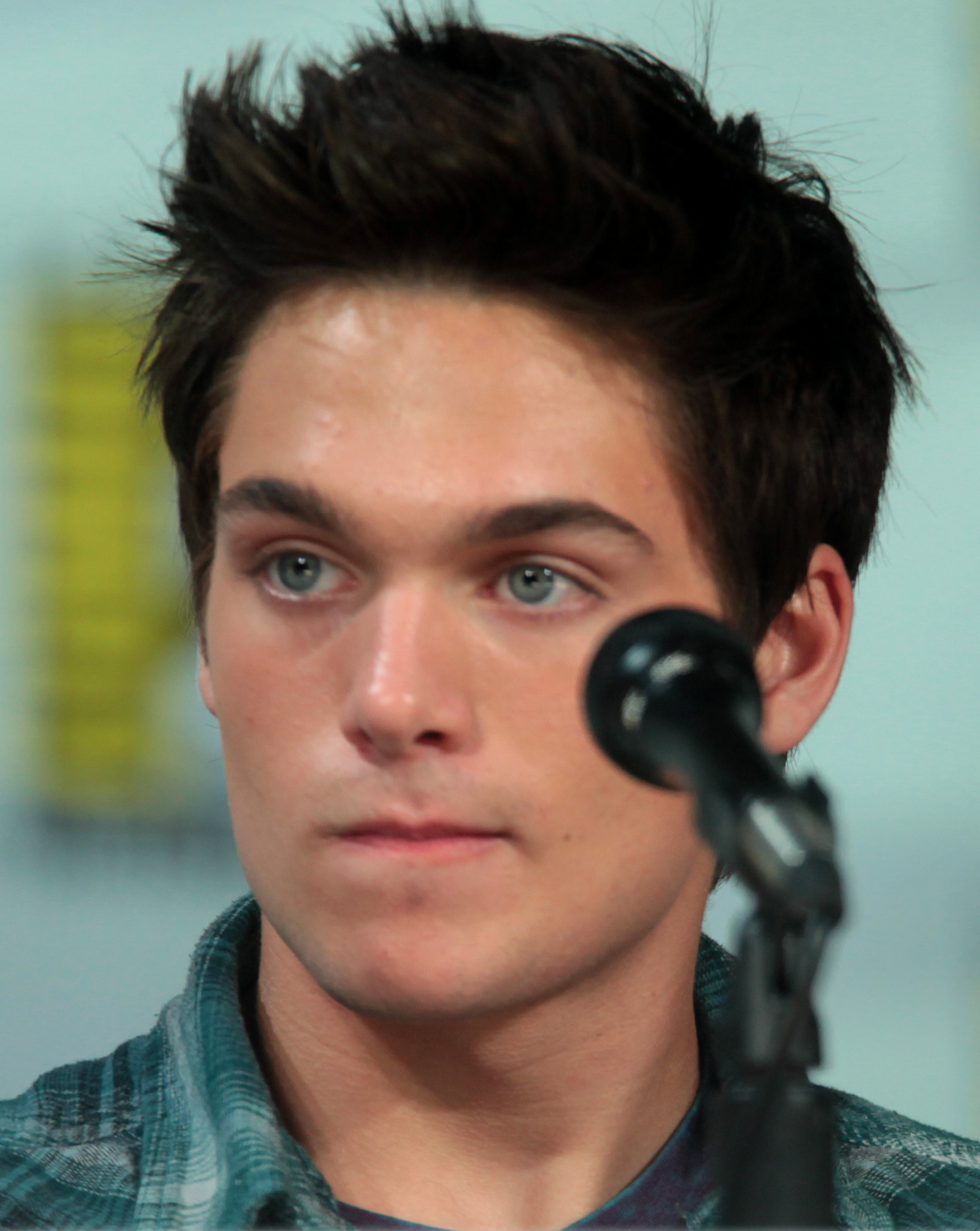
Dylan Sprayberry, interprète de Liam Dunbar.

Liam Eugene Dunbar est interprété par Dylan Sprayberry et sa voix est doublé en français par Fabrice Trojani.
On l'aperçoit pour la première fois au début de la quatrième saison, lors d'un échauffement avec ses amis de première année jouant à la crosse et montrant ses capacités incroyables à rattraper toutes les balles ! Effectivement, le beau gosse (tout le monde l'aime de toute façon)de la série devient de plus en plus important dans la meute. Il a en tête de devenir capitaine de l'équipe de crosse maintenant que le coach a dit à l'équipe que tous les postes étaient à redéfinir. Malgré ça, Scott et Stiles voient en lui une menace (Stiles croit que Liam est un loup garou et Scott a peur que Liam le remplace en tant que capitaine a la cross) et lors d'un affrontement entre leurs postes, Scott blesse Liam qui est contraint d'être conduit à l'hôpital pour une fracture au pied.
Il est ensuite capturé par Sean Walcott, un Wendigo, qui le mène sur le toit et le balance dans le vide lorsque Scott tente d'intervenir au cannibalisme qu'allait effectuer Sean. Par chance, Liam parvint à se rattraper de ses deux mains mais glisse petit à petit. Scott bondit pour l'aider mais ses mains sont retenus prisonnières par Sean et lorsque Liam est sur le point de lâcher et de tomber dans le vide, Scott n'a que de choix de le rattraper par le bras avec sa mâchoire lui infligeant ainsi une morsure et le transformant en loup-garou.
Dans la cinquième saison il retrouve Hayden Romero, une amie d'enfance. Leur relation était tout d'abord tendue puisque, enfants, les deux jeunes s'étaient battu et tous deux était pleins de bleus pour leur photo de classe. Par la suite, les deux protagonistes se sont rapprochés et ont commencé à entretenir une relation amoureuse (et bien plus, puisque Hayden, premièrement chimère puis devenue louve, intègre la meute de Scott).
À la sixième saison, Liam se retrouve célibataire à la suite du déménagement de sa petite amie mais continue tout de même à aider son Alpha, Scott, et sa meute. Quand Scott partira à l'Université, ce sera désormais Liam l'alpha et le protecteur de Beacon Hills, Scott compte sur lui !
Dans Teen Wolf: The Movie, Liam a ouvert une boutique de ramen avec sa petite amie Hikari (une kitsune) et tient maintenant le Nogitsune. Adrian Harris découvre l'emplacement du Nogitsune par des moyens mystérieux et est capable de le récupérer et de le libérer après avoir gravement blessé les deux. Lui et Hikari rejoignent plus tard le groupe après la renaissance d'Allison (il ne fait pas partie du rituel car il ne la connaissait pas de son vivant). Les deux sont vaincus par les Oni et détenus dans le royaume de l'illusion au stade de crosse. Finalement, grâce à la réflexion rapide de Hikari, Liam et le reste de la meute sont libérés de leurs contraintes et vainquent l'Oni. Il est vu pour la dernière fois avec Hikari aux funérailles de Derek.

## Récurrents et invites
| Acteur                | Personnage                                          | Saisons    | Saisons    | Saisons    | Saisons    | Saisons    | Saisons    |  |
| Acteur                | Personnage                                          | 1          | 2          | 3          | 4          | 5          | 6          |  |
| --------------------- | --------------------------------------------------- | ---------- | ---------- | ---------- | ---------- | ---------- | ---------- |  |
| Orny Adams            | Coach Bobby Finstock                                | Récurrent  | Récurrent  | Récurrent  | Récurrent  | Invité     | Invité     |  |
| Seth Gilliam          | Dr Alan Deaton                                      | Récurrent  | Récurrent  | Récurrent  | Récurrent  | Récurrent  | Récurrent  |  |
| Eaddy Mays (en)       | Victoria Argent                                     | Récurrente | Récurrente | Invitée    |            |            |            |  |
| Keahu Kahuanui        | Danny Mahealani                                     | Récurrent  | Récurrent  | Récurrent  |            |            |            |  |
| Susan Walters         | Natalie Martin                                      | Invitée    | Invitée    | Récurrente | Récurrente | Récurrente | Récurrente |  |
| Adam Fristoe          | Adrian Harris                                       | Récurrent  | Récurrent  | Invité     |            |            |            |  |
| Jill Wagner           | Kate Argent                                         | Récurrente |            | Invitée    | Récurrente |            | Récurrente |  |
| Ian Bohen             | Peter Hale                                          | Récurrent  | Récurrent  | Récurrent  | Récurrent  |            | Récurrent  |  |
| Daniel Sharman        | Isaac Lahey                                         |            | Récurrent  | Récurrent  |            |            |            |  |
| Stephen Lunsford      | Matt Daehler                                        |            | Récurrent  |            |            |            |            |  |
| Michael Hogan         | Gerard Argent                                       |            | Récurrent  | Invitée    |            |            | Récurrent  |  |
| Gage Golightly        | Erica Reyes                                         |            | Récurrent  | Invitée    |            |            |            |  |
| Sinqua Walls          | Vernon Boyd                                         |            | Récurrent  | Récurrent  |            |            |            |  |
| Bianca Lawson         | Marin Morrell                                       |            | Récurrente | Récurrente |            |            |            |  |
| Ryan Kelley           | le shérif-adjoint Jordan Parrish / Chien de l'enfer |            |            | Récurrent  | Récurrent  | Récurrent  | Récurrent  |  |
| Meagan Tandy          | Braeden                                             |            |            | Invitée    | Récurrente | Récurrente |            |  |
| Charlie Carver        | Ethan                                               |            | Invité     | Récurrent  |            |            | Invité     |  |
| Max Carver            | Aiden                                               |            | Invité     | Récurrent  |            | Invité     |            |  |
| Haley Webb            | Jennifer Blake                                      |            |            | Récurrente |            |            | Invitée    |  |
| Felisha Terrell (en)  | Kali                                                |            |            | Récurrente |            |            |            |  |
| Brian Patrick Wade    | Ennis                                               |            |            | Récurrent  |            |            |            |  |
| Gideon Emery          | Deucalion                                           |            |            | Récurrent  |            | Récurrent  | Récurrent  |  |
| Adelaide Kane         | Cora Hale                                           |            |            | Récurrente |            |            |            |  |
| Matthew Del Negro     | Agent Rafael McCall                                 |            |            | Récurrente | Récurrente | Récurrente | Invité     |  |
| Tamlyn Tomita         | Noshiko Yukimura                                    |            |            | Récurrente | Récurrente | Récurrente | Invité     |  |
| Tom T. Choi           | Ken Yukimura                                        |            |            | Récurrent  | Récurrent  | Récurrent  |            |  |
| Aaron Hendry          | "Le Nogitsune"                                      |            |            | Récurrent  |            |            |            |  |
| Maya Eshet            | Meredith Walker                                     |            |            | Récurrente | Récurrente | Récurrente |            |  |
| Cody Saintgnue        | Brett Talbot                                        |            |            |            | Récurrent  | Récurrent  | Récurrent  |  |
| Khylin Rhambo         | Mason Hewitt                                        |            |            |            | Récurrent  | Récurrent  | Récurrent  |  |
| Cody Christian        | Theo Raeken                                         |            |            |            |            | Récurrent  | Récurrent  |  |
| Victoria Moroles (en) | Hayden Romero / Chimère puis Loup-garou             |            |            |            |            | Récurrente | Récurrente |  |
| Michael Johnston      | Corey Bryant                                        |            |            |            |            | Récurrent  | Récurrent  |  |
| Kelsey Chow           | Tracy Stewart                                       |            |            |            |            | Récurrente |            |  |
| Henry Zaga            | Josh Diaz                                           |            |            |            |            | Récurrent  |            |  |
| Marisol Nichols       | Corrine / "The Desert Wolf"                         |            |            |            |            | Récurrente |            |  |
| Alisha Boe            | Gwen                                                |            |            |            |            |            | Invité     |  |
| Pete Ploszek          | M. Garrett Douglas                                  |            |            |            |            |            | Récurrent  |  |
| Ross Butler           | Nathan                                              |            |            |            |            |            | Invité     |  |
| Froy Gutierrez        | Nolan Holloway                                      |            |            |            |            |            | Récurrent  |  |
| Andrew Matarazzo      | Gabe                                                |            |            |            |            |            | Récurrent  |  |